# In the Dark: Live at Vicar Street
In the Dark: Live at Vicar Street är den amerikanske artisten Josh Ritters första livealbum, utgivet 2007.

## Låtlista
1. "Idaho" – 5:03
2. "Good Man" – 4:18
3. "Me & Jiggs" – 3:48
4. "Harrisburg" – 5:09
5. "Wings" – 6:07
6. "One More Mouth" – 3:54
7. "Lillian, Egypt" – 4:31
8. "Kathleen Intro" – 1:57
9. "Kathleen" – 4:59
10. "Best for the Best" – 4:51
11. "Girl in the War" – 4:32
12. "Thin Blue Flame" – 10:13
13. "Snow Is Gone" – 4:56
14. "Leaving" – 6:30